# Episodi di Altered Carbon (prima stagione)
La prima stagione della serie televisiva Altered Carbon, composta da 10 episodi, è stata interamente pubblicata dal servizio on demand Netflix simultaneamente il 2 febbraio 2018 in tutti i territori in cui Netflix è disponibile.
Tutti i titoli degli episodi sono titoli di film noir.
| n. | Titolo originale  | Titolo italiano                    | Pubblicazione   |
| -- | ----------------- | ---------------------------------- | --------------- |
| 1  | Out of the Past   | Le catene della colpa              | 2 febbraio 2018 |
| 2  | Fallen Angel      | Un angelo è caduto                 | 2 febbraio 2018 |
| 3  | In a Lonely Place | Il diritto di uccidere             | 2 febbraio 2018 |
| 4  | Force of Evil     | Le forze del male                  | 2 febbraio 2018 |
| 5  | The Wrong Man     | Il ladro                           | 2 febbraio 2018 |
| 6  | Man with My Face  | Man with My Face                   | 2 febbraio 2018 |
| 7  | Nora Inu          | Cane randagio                      | 2 febbraio 2018 |
| 8  | Clash by Night    | La confessione della signora Doyle | 2 febbraio 2018 |
| 9  | Rage in Heaven    | Follia                             | 2 febbraio 2018 |
| 10 | The Killers       | I gangster                         | 2 febbraio 2018 |

## Le catene della colpa
- Titolo originale: Out of the Past
- Diretto da: Miguel Sapochnik
- Scritto da: Laeta Kalogridis

### Trama
Takeshi Kovacs, l'ultimo rimasto in vita degli Spedi, un gruppo di combattenti ribelli considerati terroristi, viene attaccato nel suo appartamento da un gruppo di soldati e viene ucciso, anche se non definitivamente: tutti gli esseri umani infatti sono dotati di una pila, che si trova alla base del collo, contenente la mente codificata come IDU (immagazzinamento digitale umano) e che permette loro di tornare in vita in un nuovo corpo ("custodia"). Proprio in una di queste, ad Alcatraz, in una San Francisco rinominata Bay City, si risveglia Takeshi dopo 250 anni trascorsi in galera "congelato", cioè con la pila sconnessa da ogni custodia e quindi incapace d'interagire col mondo esterno. Nonostante Kovacs sia stato condannato all'ergastolo Laurens Bancroft, un ricco e potente uomo di più di 360 anni, riesce a riportarlo "in vita" in una nuova custodia per affidargli un incarico in cambio di molti soldi e di una grazia per tutti i suoi reati.
Bancroft ha tutto questo potere in quanto è uno dei più potenti "Mat", diminutivo di Matusalemme, persone così ricche da potersi permettere non solo infinite custodie identiche in cui poter caricare la propria coscienza, ma anche la possibilità di fare ogni 48 ore un backup dei propri ricordi per sopravvivere anche in caso di rottura della pila, l'unica cosa che può causare la cosiddetta "vera morte". Il Mat chiede allo Spedi d'indagare sulla sua "vera morte" avvenuta nel suo studio con l'arma che Bancroft tiene in una cassaforte che può essere aperta solo da lui e dalla moglie. Nonostante possa apparentemente trattarsi di un uxoricidio o di un suicidio, Laurens è convinto che qualcuno l'abbia ucciso (ma siccome la morte è avvenuta 10 minuti prima del backup, egli non può ricordare che cosa sia successo in quelle ultime 48 ore). Kovacs, che ha perso ormai tutto, non vuole accettare il lavoro in quanto non interessato a tornare in vita, e decide quindi di trascorrere le 24 ore di tempo concessegli per decidere bevendo, drogandosi e andando a prostitute per poi tornare sotto ghiaccio.
Mentre gira per la città, la tenente Kristin Ortega, che già lo aveva intercettato appena uscito da Alcatraz, gli spiega che stava indagando sul caso ma, non avendo trovato nulla e convinta che si sia trattato di un semplice suicidio, lo stesso le è stato tolto e ora Bancroft ce l'ha con lei. Congedatosi dalla poliziotta, Kovacs si reca verso l'albergo Il Corvo, gestito da Poe, un'intelligenza artificiale. Mentre sta parlando con Poe, viene preso alle spalle da Dimi e da 6 suoi uomini, mandati lì a prenderlo; nonostante la situazione di svantaggio, grazie all'aiuto dell'IA albergo riesce a sopraffare e uccidere tutta la squadra. Poco dopo arriva la polizia e la tenente Ortega identifica Dimi come una copia illegale di Dimitri Kadmin, che quest'ultimo usa per evitare di usare il suo vero corpo e rischiare così la vera morte. La pila risulta però distrutta, e quindi la polizia non può caricare l'IDU nel computer e interrogare e quindi fermare Dimi.
Dopo quanto successo Kovacs, su consiglio di una Spedi che egli vede continuamente nella sua mente, contatta Bancroft dicendogli che ha deciso di accettare il caso.
- Guest star: Byron Mann (O.G. Kovacs), Waleed Zuaiter (Samir Abboud).
- Altri interpreti: Antonio Marziale (Isaac Bancroft), Olga Fonda (Sarah), Daniel Bernhardt (Jaeger), John Emmet Tracy (Direttore Sullivan), Tahmoh Penikett (Dimitri Kadmin), Zahf Paroo (Curtis), Morgan Gao (Tak da bambino), Riley Lai Nelet (Reileen da bambina), Lisa Chandler (Mary Lou Henchy).

## Un angelo è caduto
- Titolo originale: Fallen Angel
- Diretto da: Nick Hurran
- Scritto da: Steve Blackman

### Trama
Oumou Prescott, un’avvocatessa  dipendente di Bancroft, si reca all'hotel dove alloggia Kovacs per portarlo da Bancroft alla Psychasec, un'azienda che crea custodie di altissima qualità e cloni per i clienti più ricchi del Protettorato; questi cloni sono privi di IDU ma vengono usati dai Mat per vivere per sempre dentro un corpo uguale e per spostarsi tra i vari pianeti in maniera istantanea (tramite trasferimento della mente), rischiando però così di subire furti di ricordi da parte dei Dippers, che poi li rivendono sul mercato nero.
Ortega, sempre alle costole dello Spedi, deve anche occuparsi della madre di Mary Lou Henchy, una ragazza morta un anno prima di cui la polizia ha perso il corpo mesi addietro e la cui pila, nonostante intatta, non può essere messa in un'altra custodia perché ella si era convertita al neo-cattolicesimo. Su questo argomento e sulla bocciata legge 653, che avrebbe permesso di riportare in vita anche i neo-cattolici per gli interrogatori in caso di morte per omicidio, Ortega ha anche una discussione con la propria madre, neo-cattolica a differenza sua.
Kovacs inizia a indagare tra le persone che hanno minacciato Bancroft on line e si reca da uno di essi, Vernon Elliot, ex-marine e medico del protettorato. Dopo una breve lotta lo lega, ed entra in una realtà virtuale in cui Vernon tiene attiva la mente della figlia, Lizzie, di cui ha solo la pila, ma che è incapace di interagire con chiunque a causa dei traumi subiti prima della morte. Capendo l'innocenza di Vernon, Kovacs se ne va, ed entra in un museo dedicato alla vittoria dell'esercito del Protettorato sugli Spedi nella battaglia della fortezza, di cui Kovacs è l'unico sopravvissuto, sperando di trovare sollievo. La storia che osserva è stata ovviamente raccontata in maniera molto diversa da come è andata, ma gli permette almeno di rivedere i suoi ex compagni, compresa l'amata Quell Falconer, capo dei rivoltosi, e le loro pile ormai inutilizzabili.
Per indagare su quanto accaduto alla ragazza, convinto che il fatto sia collegato a Bancroft, si reca quindi al Jack It Off, un bordello visto nella realtà virtuale di Lizzie dove quest'ultima lavorava, spacciandosi per Ava Elliot, la madre di Lizzie; in questo locale gli uomini più facoltosi arrivano fino a uccidere le prostitute, trasferendole poi in nuove custodie. Uscito dal bordello si ritrova davanti Vernon Elliot col fucile puntato, ma i due finiscono per allearsi contro due criminali che li attaccano. La lotta viene fermata da Ortega che porta Kovacs in galera, mentre quest'ultimo le confessa di aver lavorato per il protettorato prima di diventare uno Spedi.
Dopo averlo dovuto rilasciare per l'intervento dell'avvocato Prescott, Ortega si reca in obitorio dove, da un frigo che doveva essere vuoto, tira fuori il corpo di Mary Lou Henchy, da cui rimuove la pila. Intanto Kovacs, tornato in albergo, trova in camera Miriam Bancroft, la moglie del Mat che lo ha assunto, che lo seduce; mentre fanno sesso sono spiati da un insetto robot, mandato nella sua stanza da una misteriosa persona.
- Guest star: Tamara Taylor (Oumou Prescott), Waleed Zuaiter (Samir Abboud).
- Altri interpreti: Lisa Chandler (Mary Lou Henchy), Stephanie Cleough (Anemone), Marlene Forte (Alazne Ortega), Teach Grant (Jimmy Desoto), Hiro Kanagawa (Capitano Tanaka), Hayley Law (Lizzie Elliot), Sean Amsing (Gus), James R. Baylis (Dick), Jillian Fargey (Mrs. Henchy), Alika Autran (Okoluv), Garfield Wilson (Gomez), Ken Kramer (Hank), David Lewis (Direttore Christopher Nyman), Jess Redmond (Maddy), Andre Tricoteux (Il Mongolo), Sheila Tyson (Carla).

## Il diritto di uccidere
- Titolo originale: In a Lonely Place
- Diretto da: Nick Hurran
- Scritto da: Brian Nelson

### Trama
Bancroft organizza una festa a cui invita tutte le persone che, secondo lui, hanno un motivo per volerlo morto, così da aiutare le indagini di Kovacs. All'evento si terrà anche un incontro che prevede "danni organici" tra le custodie, e che dovrà essere monitorato da una reticente Ortega. Non potendo essere aiutato da Poe che non può muoversi dal Corvo (in quanto esso stesso è l'edificio), lo Spedi chiede aiuto a Vernon Elliot, in cambio dell'aiuto alla figlia, le cui cure vengono affidate all'IA dell'albergo.
Alla festa Kovacs, insieme a Elliot nelle vesti di cameriere, inizia a indagare, e comunica a Miriam che la notte prima sono stati spiati. Anche Ortega indaga, perché convinta che Mary Lou Henchy, morta perché caduta da un posto altissimo, sia stata uccisa da qualche Mat presente alla festa, visto che sono gli unici che abitano al di sopra delle nuvole.
Durante le indagini, lo Spedi scopre che il figlio di Laurens, Isaac, prova risentimento nei confronti del padre e che Naomi, una delle figlie, usa una delle custodie della madre per fare sesso e divertirsi, e che potrebbe quindi averla usata per uccidere il padre; Bancroft si è però tutelato da questa possibilità perché, in caso di sua vera morte, nessuno dei suoi figli avrebbe alcuna eredità. Nel frattempo Elliot ruba dalla sala controllo della casa i dati della notte in cui la figlia è scomparsa.
Durante l'intrattenimento della "lotta a gravità zero" Kovacs è spinto nel campo di battaglia da Bancroft. Parlando col Mat, scopre che egli è al corrente della relazione dello Spedi con la propria moglie, anche se non è stato lui a spiarli.
Dopo la festa Kovacs torna al Jack It Off sperando che la prostituta a cui aveva chiesto informazioni abbia ottenuto qualcosa, ma lei, minacciata, lo ha tradito coi criminali che l'avevano aggredito il giorno precedente, che sedano lo Spedi e uccidono la prostituta.
- Guest star: Tamara Taylor (Oumou Prescott), Waleed Zuaiter (Samir Abboud).
- Altri interpreti: Morgan Gao (Tak da bambino), Hiro Kanagawa (Capitano Tanaka), Hayley Law (Lizzie Elliot), Antonio Marziale (Isaac Bancroft), Riley Lai Nelet (Reileen da bambina), Anna Van Hooft (Clarissa Severin), Michael Adamthwaite (Jakub Kovacs), Nikohl Boosheri (Nalan Ertekin), Kai Bradbury (Tadao), Stephanie Cleough (Anemone), Michael Eklund (Dimi 2), Toby Hargrave (Flake), Yukari Komatsu (Madre di Kovacs), Chris McNally (Sergei Brevlov), Zahf Paroo (Curtis), Yuichi Saito (Shimoda), Christian Sloan (Vincente Giraud), Andre Tricoteux (Il Mongolo), Fiona Vroom (Sandy Kim).

## Le forze del male
- Titolo originale: Force of Evil
- Diretto da: Alex Graves
- Scritto da: Russel Friend e Garrett Lerner

### Trama
La mente di Kovacs viene risvegliata, in una stanza uguale a quella in cui è stato ucciso, in una realtà virtuale creata ad hoc dalla clinica Wei, dove è stato trasportato, per subire interrogatori in cui la vittima può anche morire più e più volte senza subire reali danni fisici, ma percependo la reale sofferenza delle torture che subisce. Kovacs viene torturato da Dimi il gemello, furioso per la morte della sua copia, senza però grandi risultati perché Kovacs, grazie all'allenamento Spedi avuto da Quell, non solo non parla ma, fermando il proprio cuore, costringe i medici della clinica a fermare l'interrogatorio e ricaricarlo nella custodia. Una volta sveglio, convince i medici e Demi di essere un agente del C-TAC, corpo militare del protettorato, minacciandoli di ritorsioni. Una volta liberato, uccide tutte le persone presenti nell'edificio, compreso Demi, di cui stacca la testa e se la porta via, insieme alla pila.
Nel frattempo la tenente Ortega visiona insieme ai colleghi Samir Abboud e Mickey tutto quello che l'ONI, l'impianto del suo occhio, ha registrato alla festa di Bancroft, scoprendo che una persona che la poliziotta ha visto non è presente nel filmato, grazie a un sofisticatissimo programma che gli permette di non essere registrato da telecamere e scanner. Lasciata la centrale, si reca a casa sua per festeggiare con la famiglia All Hallow's Eve (una ricorrenza che fonde insieme il Día de Muertos, il Giorno del ringraziamento e Halloween, insieme a sua nonna, morta da tempo, caricata nella custodia di un detenuto. Lì ha una discussione coi parenti, tutti neo-cattolici codificati, quindi impossibili da riportare in vita, che la vedono molto diversamente da lei, che invece avrebbe voluto caricare il padre, poliziotto ammazzato, in una nuova custodia. Nemmeno la presenza del collega Samir, che ha una relazione con la madre, riesce a scalfire le convinzioni religiose dei parenti.
Poco dopo i due colleghi si rincontrano alla clinica Wei, dove Kovacs ha compiuto una strage. La tenente quindi si reca al Corvo, dove lo Spedi le racconta che, durante la tortura, è stato scambiato per un poliziotto e che ha scoperto di avere addosso un localizzatore, capendo quindi che Ortega seguiva la sua custodia da sempre; desideroso di sapere chi sia Ryker (così lo chiamava il suo torturatore), inizia a provocarsi dei tagli sul corpo, finché la poliziotta non lo ferma, intenzionata a raccontargli tutto.
- Guest star: Will Yun Lee (Originale Takeshi Kovacs), Waleed Zuaiter (Samir Abboud), Matt Biedel (Abuela), Adam Busch (Mickey).
- Altri interpreti: Alika Autran (Okoluv), Stephanie Cleough (Anemone), Michael Eklund (Dimi 2), Marlene Forte (Alazne Ortega), Teach Grant (Jimmy Desoto), Tahmoh Penikett (Dimi 1), Katie Stuart (Vidaura), Fiona Vroom (Sandy Kim), Garfield Wilson (Gomez), Chad Krowchuk (Miles), David Milchard (Al), Jody Racicot (Mr. Philips), Andre Tricoteux (Il Mongolo), Francisco Trujillo (Xalbador Ortega).

## Il ladro
- Titolo originale: The Wrong Man
- Diretto da: Uta Briesewitz
- Scritto da: Nevin Densham

### Trama
Ortega racconta a Kovacs di Ryker, trovato da lei a torturare un tecnico dei sistemi appartenente al C-TAC perché da lui considerato invischiato nel caso della morte di Mary Lou Henchy avendole alterato la pila per codificarla come quelle dei Neo-Cattolici, e successivamente arrestato come assassino dello stesso tecnico. Kovacs però le spiega come in verità sia stato incastrato da Dimi e come il caso sia collegato alla morte di Bancroft. Si reca allora a casa del Mat, dove trova solo Miriam che gli propone di abbandonare il caso e di trasferirsi nella sua personale isola piena di suoi cloni dove lo Spedi potrebbe passare il tempo insieme a molte lei desiderose di soddisfarlo. Takeshi però declina e raggiunge Bancroft alla città vecchia dove, comportandosi come un dio, passa del tempo coi discendenti delle persone infette da una bomba biologica esplosa per sbaglio non curabili fino alla morte della sua custodia.
Tornato all'hotel riceve la visita di Samir Abboud che lo minaccia se dovesse far soffrire Ortega. Poco dopo Poe gli rivela che uno del suo sindacato, il gruppo che riunisce varie IA della città, gli ha confidato come Carnage, il gestore dell'arenodromo, un luogo dove avvengono incontri alla morte, abbia delle registrazioni che riguardano il Mat. Kovacs quindi va a trovarlo, atteggiandosi come Ryker, insieme ad Ortega, dove trova varie e particolari custodie, tra cui una creata dai resti del DNA del suo corpo usato prima di essere ucciso dal C-TAC.
Dalle registrazioni, fatte su videocassetta per sicurezza contro gli hackeraggi, si vede come Laurens la sera della sua morte abbia raggiunto suo figlio Isaac a un incontro per poi picchiarlo selvaggiamente; i due vanno allora nella casa del figlio e, perquisendola, trovano un clone del padre e una macchina per crearne altri. Tornati nella casa di Ortega, i due finiscono per fare sesso, mentre lei ricorda di come i colleghi abbiano fatto irruzione tempo prima per arrestare Riker, suo fidanzato.
Alla stazione di polizia Ortega carica la mente di "Demi il gemello" in un detenuto per interrogarlo, accusandolo di aver incastrato Ryker, ma il capitano Tanaka li interrompe e fa portare via Dimitri; la tenente però lo convince a fargli fare altre domande, e così entra in ascensore con Samir, Kadmin ed un altro poliziotto, che Kovacs riconosce come quello dell'identikit che Ortega gli ha fatto dell'uomo "invisibile", che Mickey chiama Ghostwalker. L'uomo ha infatti ucciso il poliziotto di cui ha preso la divisa, e si rivela un complice di Dimi con l'obiettivo di portarlo dal loro comune mandante; per farlo attacca a morte i due poliziotti e prova anche a distruggere la pila di Ortega, ma Samir si sacrifica al suo posto. Kovacs arriva quando ormai i due criminali sono fuggiti, trovando Abboud morto e Kristin a terra sanguinante, che prende in braccio per portarla in ospedale.
- Guest star: Byron Mann (O.G. Kovacs), Waleed Zuaiter (Samir Abboud), Matt Biedel (Dimi 2), Adam Busch (Mickey).
- Altri interpreti: Marlene Forte (Alazne Ortega), Matt Frewer (Carnage), Hiro Kanagawa (Capitano Tanaka), Antonio Marziale (Isaac Bancroft), Fiona Vroom (Sandy Kim), Zahf Paroo (Curtis), Winson Won (Agente Levine).

## Man with My Face
- Titolo originale: Man with My Face
- Diretto da: Alex Graves
- Scritto da: Steve Blackman

### Trama
Kovacs accompagna Ortega in ospedale dove, grazie ai soldi garantiti da Bancroft, viene subito curata e subisce la sostituzione del braccio destro, amputato in seguito alle ferite, con un arto meccanico ricoperto di pelle clonata. Desideroso di trovare risposte, Kovacs si reca con Elliot dal proprietario dei quadri ritrovati a casa di Isaac, Sergei Brevlov, anche lui presente alla festa come il Ghostwalker responsabile delle ferite di Ortega e della morte di Abboud. Lo Spedi porta entrambi da Laurens, spiegando come il figlio si sia sostituito a lui per chiudere un affare a Osaka e per questo lo ha picchiato la sera prima della morte; tuttavia, secondo Takeshi, non è stato Isaac a uccidere il padre, poiché ha agito solo per dimostrargli di non essere un viziato incapace.
Demi e Leung, il Ghostwalker, si recano nel frattempo da Hemingway, il mandante di entrambi, che ordina a Demi di lasciar stare Kovacs, che vuole vivo, di non realizzare quindi la sua vendetta e di andare in un posto sicuro finché la situazione non si è calmata. Demi però, convinto che Leung lo voglia uccidere, sfugge alla sua scorta e riesce a trasferire la sua I.D.U. da Carnage, il padrone dell'Arenodromo, che la carica nella pila della custodia creata con le cellule del precedente corpo di Takeshi.
Mentre Elliot e Kovacs sono in ospedale a far visita a Ortega, che si è ripresa, arriva il capitano Tanaka e dal suo comportamento lo Spedi capisce che sta nascondendo qualcosa, visto che non ha sospeso Mickey per non avergli detto nulla del Ghostwalker. Kristin, furiosa, picchia Tanaka, che le spiega che la polizia non può fare nulla contro il potere dei Mat e che lui, in cambio di informazioni e insabbiamenti, ottiene soldi e protezione per i suoi uomini che possono risolvere in pace casi di poco conto. Ortega riesce però a farsi dare da Tanaka l'indirizzo virtuale dove il capitano si incontra col Mat per cui lavora, così che Kovacs possa parlarci direttamente. Andati al piano di sotto di un locale, Kovacs, appena collegato, si ritrova davanti Hemingway che lo riconosce chiamandolo "Takeshi", nonostante si sia presentato con le sembianze del capitano Tanaka. Kovacs viene però scollegato in fretta e furia da Ortega perché c'è qualcosa che non va nel bar da cui clandestinamente si sono collegati. Risaliti al piano di sopra trovano tutti gli avventori del bar morti: li ha uccisi Demi, che nella sua nuova custodia (cioè con le sembianze originarie proprio di Takeshi Kovacs) li tramortisce con una bomba.
I due si ritrovano nell'Arenodromo, dove sono costretti a lottare alla morte contro due avversari caricati dentro custodie create appositamente per combattere. Kovacs e Ortega hanno però la meglio, ma scende in campo anche Demi che, pur avendo inizialmente la meglio, trova infine la vera morte per mano dei due. Carnage ordina allora ai suoi uomini di uccidere Kovacs e Ortega, che vengono salvati da una misteriosa persona che, armata di pistola e katana, uccide tutti e poi si presenta a Takeshi chiamandolo fratellone.
- Guest star: Tamara Taylor (Oumou Prescott), Byron Mann (Dimi 2), Waleed Zuaiter (Samir Abboud), Matt Biedel (Dimi 2), Adam Busch (Mickey).
- Altri interpreti: Marlene Forte (Alazne Ortega), Antonio Marziale (Isaac Bancroft), Hayley Law (Lizzie Elliot), Hiro Kanagawa (Capitano Tanaka), Matt Frewer (Carnage), Eddie Flake (Agente Davis), Chris McNally (Sergei Brevlov), Zahf Paroo (Curtis), Arnold Pinnock (Hemingway).

## Cane randagio
- Titolo originale: Nora Inu
- Diretto da: Andy Goddard
- Scritto da: Nevin Densham e Casey Fisher

### Trama
Mentre sua sorella Reileen è intenta a riportarlo in vita e a curare la sua custodia, che Kovacs non vuole che muoia in quanto appartenente a Ryker, lui ricorda tutta la sua vita, fin da bambino quando, chiuso in un armadio, ha visto la madre picchiata dal padre. La violenza va avanti finché l'uomo non uccide la donna e si disfa del corpo, per poi iniziare a prendersela coi figli, finché Takeshi non gli spara, provocandone la vera morte. 
Arrestato, Takeshi riceve la visita di un ufficiale del C-TAC che gli propone di diventare un loro soldato e gli promette che in cambio la sorella sarà affidata a una famiglia e avrà una bella vita. Una volta accettato il patto, la I.D.U. di Takeshi, nonostante sia ancora un bambino, viene caricata in vari corpi da adulto e addestrata per essere un agente del Protettorato. Dopo qualche anno e varie missioni, si ritrova di nuovo nel suo corpo, ormai adulto, perché la sua squadra deve compiere una missione su Harlan's Worls, suo pianeta natale, contro Saito, un membro della Yakuza. Assaltando la sua base, si ritrova a combattere contro una ragazza che riconosce, grazie alla collana della madre, come sua sorella Rei. Takeshi si fa quindi riconoscere a sua volta: i due si alleano e uccidono sia i membri della gang che la squadra del Protettorato. Braccati da entrambi i gruppi, fuggono sulle montagne, dove vengono presi dagli Spedi della Ribellione.
Minacciati da chi li ha catturati, finiscono però per unirsi al gruppo di ribelli guidato da Quellcrist Falconer, che li inserisce nel gruppo che sta addestrando in varie arti, utili sia per combattere nel mondo reale che per circuire le persone nel mondo virtuale. L'obiettivo di Quell è eliminare l'immortalità tramite Acheron, un programma da lei scritto capace di riscrivere l'I.D.U. facendo in modo che le menti umane possano vivere al massimo 100 anni, perché altrimenti alcuni di loro potrebbero diventare così potenti da eguagliare gli dèi, mentre tutti gli altri sarebbero come loro schiavi. Si rende necessaria però una missione, che si prospetta praticamente suicida perché, per diffondere il programma, servono i codici sorgente del Nucleo centrale, custoditi nel Protettorato. Quell, insieme a cinque ribelli, tra i quali Takeshi, riesce ad introdursi nella base del Protettorato e a prendere i codici, ma durante la fuga Takeshi si ritrova isolato e viene preso dal C-TAC, ritrovandosi caricato nella realtà virtuale dove ritrova, come torturatore, Jaeger, l'ufficiale che lo ha reclutato, e, dopo un po', Quell, che è entrata nel mondo virtuale per salvarlo.
Tornati alla loro base, Takeshi raggiunge Quell sulle rive di un lago e lei gli rivela come in realtà sia Nadia Makita, l'inventrice delle pile corticali e quindi della vita eterna: il suo obiettivo iniziale era darsi la possibilità di diventare un'esploratrice e vedere molti mondi coi suoi occhi ma, non bastando una sola vita per farlo, ha trovato il modo per trasferire la mente umana da un corpo all'altro ed essere così liberi. Il risultato però è stato negativo: solo alcune persone possono permettersi una vita eterna, il che significa controllo eterno su chi non può. Ecco quindi il motivo della sua missione: porre rimedio a quello che considera un grosso errore.
Takeshi e Quell, che fin da subito hanno provato attrazione reciproca, passano la notte insieme, ma vengono sorpresi da Rei, che subito fugge inseguita dal fratello, che vuole spiegarle la situazione. Tornato alla grotta dove c'è il resto del gruppo, li trova quasi tutti morti, perché si sono uccisi a vicenda o si sono suicidati, a causa del virus Rawling che ha colpito le loro pile e li ha portati alla pazzia. Sfuggito al gruppo del C-TAC entrato nella grotta, Kovacs, rimasto fuori dal raggio d'azione del virus insieme a Quell e Rei, dice alle ragazze di andarsene con una navetta, in modo da compiere comunque la missione mentre lui attira i soldati del Protettorato. Appena partita, però, la navetta viene fatta esplodere da due raggi laser e Kovacs, disperato, non può far altro che fuggire dal C-TAC.
Uscendo dai suoi ricordi e tornando al presente, Kovacs/Ryker gira per la casa della sorella seguendo delle lucciole che vede come allucinazioni e arriva in una stanza dove trova delle custodie che la sorella ha usato per manipolare la sua nuova vita: Clarissa, una Mat che è la collezionista che ha trovato la sua pila per Bancroft, Hemingway e una bambina che gli si è avvicinata quando è entrato nel Museo dedicato alla vittoria del Protettorato sugli Spedi. Capisce quindi che in realtà se tutti i ribelli sono morti è perché Rei, in cambio del potere di un Mat, li ha venduti al Protettorato: l'esplosione della nave infatti è stata provocata da lei stessa, che ha diretto i laser tramite un telecomando. La storia che Rei gli ha raccontato, cioè che è stata riportata in vita perché uno studente di archeologia ha ritrovato la sua pila intatta e delle cellule per poi ricreare il suo corpo, è quindi stata tutta inventata. Alla domanda di Takeshi sul motivo del tradimento, Rei gli dice che non l'ha fatto tanto per la ricompensa quanto per lui.
- Guest star: Will Yun Lee (Originale Takeshi Kovacs).
- Altri interpreti: Alika Autran (Okoluv), Daniel Bernhardt (Jaeger), Teach Grant (Jimmy Desoto), Katie Stuart (Vidaura), Garfield Wilson (Gomez), Morgan Gao (Tak da bambino), Riley Lai Nelet (Reileen da bambina), Arnold Pinnock (Hemingway), Michael Adamthwaite (Jakub Kovacs), Jojo Ahenkorah (Grant), Primo Allon (Dodd), Darcy Hinds (Kerwin), Anna Van Hooft (Clarissa Severin), Yukari Komatsu (Madre di Kovacs), Eijiro Ozaki (Gottfrid Saito).

## La confessione della signora Doyle
- Titolo originale: Clash by Night
- Diretto da: Uta Briesewitz
- Scritto da: Brian Nelson

### Trama
Reileen cerca di convincere il fratello Takeshi che tutto quello che ha fatto è stato per salvare entrambi dalle conseguenze dei loro gesti nella ribellione e gli dice di chiudere il caso Bancroft il prima possibile, anche dando la colpa ad un innocente che faccia da capro espiatorio. Per convincere un restio Takeshi, la sorella chiama Leung, il Ghostwalker che agisce ai suoi ordini, e poi minaccia il fratello: se non fa quanto le ha chiesto, farà impazzire i suoi amici in una delle cliniche come la Wei, di sua proprietà. Il Ghostwalker, che venera Rei come una dea, scorta lo Spedi alla Psychasec a prendere una custodia, maschile, dove è stata caricata Ava Elliot perché ha bisogno delle sue abilità come Dipper, ma anche per riportarla dal marito e dalla figlia, che nel frattempo, grazie a Poe, sta facendo progressi, anche se con un metodo, non condiviso dal padre, che prevede che lei diventi esperta nell'uso di arti marziali e armi al fine di farla sentire al sicuro.
Nel frattempo Ortega, sospesa momentaneamente dal capitano Tanaka, chiede a Mickey di analizzare il sangue di Reileen che le è rimasto sulla mano dopo averla colpita all'Arenodromo; vuole capire chi sia e trovare Kovacs grazie al riconoscimento facciale. Quando lo trova, lo raggiunge fuori dalla Psychasec dove ha appena preso Ava, ma Takeshi/Ryker la liquida in maniera brusca per salvarla da Leung.
Tornati all'hotel, lo Spedi usa le abilità dei coniugi Elliot e di Poe per portare a termine la chiusura del caso della morte di Bancroft. Si reca a casa di Bencroft, dove fa convocare la moglie, il figlio Isaac, l'avvocato Prescott e il capitano Tanaka, ma arriva anche Rei nella custodia di Clarissa. Takeshi allora racconta come Laurens, il giorno della morte, sia stato al Prick Up, un bordello, gestito da una I.A. del sindacato di Poe a cui lui ha passato il virus Rawling estratto dalle pile degli Spedi morti nella battaglia della Fortezza; questo ha fatto sì che la pila del Mat fosse stata infettata. Una volta tornato a casa, Oumou Prescott, che nella falsa ricostruzione sarebbe stata licenziata ad Osaka, raggiunge Bencroft per impedirgli di ammazzarsi, l'unico modo per evitare che il virus infettasse anche il suo back-up; lui però le fa credere che ciò sia avvenuto, mettendo al riparo i dati, e lei lo aiuta ad ammazzarsi. Bancroft quindi, convinto che la storia sia vera perché lo Spedi ha fornito prove false create dai coniugi Elliot, caccia Prescott e ringrazia Kovacs, dandogli quanto promesso: i soldi e la grazia. Reileen/Clarissa quindi è soddisfatta, ma il fratello, poco prima di andarsene dalla casa capisce che Bencroft, prima di morire, si è davvero recato in un bordello, ma al Testa tra le Nuvole, considerato il "satellite del peccato", che appartiene alla sorella Rei.
Mickey intanto ha scoperto che il DNA della persona che ha preso Kovacs non è registrato, ma ad esso è collegato un caveau alla Psychasec, dove Ortega si reca subito. Qui si ritrova in un caveau pieno di cloni di Reileen, che uno dopo l'altro aggrediscono Ortega, che ne uccide molti perché, ogni volta che una custodia viene ferita a morte, subito si ricarica dentro ad un'altra. Quando sembra che non ne arrivino di nuove, si apre una porta e la tenente trova una bambina impaurita che chiede aiuto ma che in realtà è un'altra delle custodie di Rei.
- Guest star: Tamara Taylor (Oumou Prescott), Adam Busch (Mickey), Cliff Chamberlain (Ava Elliot).
- Altri interpreti: Hiro Kanagawa (Capitano Tanaka), Hayley Law (Lizzie Elliot), Anna Van Hooft (Clarissa Severin), Antonio Marziale (Isaac Bancroft), Fiona Vroom (Sandy Kim), Sean Amsing (Gus), James R. Baylis (Dick), Zahf Paroo (Curtis), Arnold Pinnock (Hemingway).

## Follia
- Titolo originale: Rage in Heaven
- Diretto da: Peter Hoar
- Scritto da: Russel Friend e Garrett Lerner

### Trama
Ortega, ferita dopo lo scontro con Rei, raggiunge Takeshi/Ryker all'Hotel Il Corvo, ma lo Spedi capisce subito che in verità si tratta della sorella che ha caricato la sua I.D.U. dentro il corpo della tenente, che in quel momento si trova rinchiusa in una prigione virtuale. Reileen è furiosa con la poliziotta perché si è messa tra lei e il fratello: la accusa anche di aver preso la sua famiglia, e quindi manda Leung a prendere la sua; il Ghostwalker così si reca a casa della madre di Kristin e uccide tutti, compresi i piccoli nipoti.
Dopo aver visto la strage, Takeshi chiede di vedere la sorella e le dice che ha capito che lei usa delle prostitute per far divertire i Mat che sanno di non rischiare nulla: se le uccidono, sono tranquilli in quanto Rei le ha fatte tutte codificare come neo-cattoliche, quindi impossibili da riportare in vita, anche solo per testimoniare contro il loro assassino. Dopo averle detto ciò, Takeshi rivela a Rei che se ne andrà in un'isola, quella proposta da Miriam Bancroft, per liberarsi da tutto e in effetti, sotto lo sguardo di Leung che lo sta pedinando per conto di Rei, sale su un'auto della moglie del Mat che lo ha riportato in vita. Quello però in verità è solo un suo clone che Takeshi ha creato con la tecnologia di Isaac Bancroft e che serve per ingannare la sorella. L'obiettivo di Takeshi è di fermare Rei con l'aiuto dei coniugi Elliot, di Poe e di Mickey, preoccupato per la scomparsa di Ortega, soprattutto dopo la strage della famiglia.
Dopo aver scoperto che la base di Rei è nella Testa tra le Nuvole, la squadra pensa di introdursi al suo interno, fingendo che Vernon sia un cliente. Takeshi di nascosto cercherà di distruggere i backup della sorella infettandoli col virus Rawling. Nonostante qualche difficoltà, il piano ha successo e Kovacs costringe la sorella a raccontargli tutto quello che è successo con Bancroft: quando egli è tornato da Osaka la moglie lo ha drogato tramite un bacio che era solita dargli al ritorno da ogni viaggio, così il Mat, invitato da Rei al suo bordello, ha ucciso una delle due ragazze con cui stava facendo sesso. La seconda, Mary Lou Henchy, è scappata e si è buttata dal satellite, convinta che sarebbe stata riportata in vita. Il fine di Rei era di avere il modo per ricattare Bancroft e fermare la 653, come poi è effettivamente accaduto, perché avendo ucciso due prostitute neo-cattoliche anche lui aveva molto da perdere. Il motivo invece per cui Rei ha incastrato Ryker è stato per fermare le sue indagini, dato che stava capendo quello che era successo, dopo che il corpo della prostituta era stato ritrovato codificato. L'unico imprevisto per Rei è stato che Bancroft, per il suo senso "arcaico" dell'onore, si è ucciso per dimenticare quello che aveva fatto nelle ore precedenti; tuttavia, non accettando l'idea che avesse davvero potuto suicidarsi, Bancroft voleva qualcuno per indagare e a questo punto Rei ha fatto in modo che fosse "assunto" uno Spedi, cioè proprio il fratello Takeshi, con cui voleva condividere tutto quello che aveva saputo costruire negli anni in cui lui era "congelato" in galera.
Il racconto però viene interrotto bruscamente dall'arrivo di Leung e degli altri uomini di Reileen che circondano Kovacs e Elliot.
- Guest star: Adam Busch (Mickey), Cliff Chamberlain (Ava Elliot).
- Altri interpreti: Lexi Atkins (Belle), Lisa Chandler (Mary Lou Henchy), Marlene Forte (Alazne Ortega), Hiro Kanagawa (Capitano Tanaka), Hayley Law (Lizzie Elliot), Francisco Trujillo (Xalbador Ortega).

## I gangster
- Titolo originale: The Killers
- Diretto da: Peter Hoar
- Scritto da: Laeta Kalogridis e Nevin Densham

### Trama
Mentre Ortega è imprigionata in una realtà virtuale che la costringe a entrare di continuo nella sua casa con tutti i parenti morti, Rei manda Leung al Corvo Hotel a prendere il resto del gruppo. Poe cerca di attaccare il Ghostwalker e i suoi uomini con le sue armi, ma viene distrutto da un destabilizzatore di elettroni; riesce comunque a mandare Lizzie nella Testa tra le Nuvole, dove si carica dentro a una custodia sintetica. Dopo aver provocato la vera morte a Mickey, gli uomini di Reileen portano Ava nel satellite, dove Rei intima al fratello Takeshi/Ryker di uccidere con le sue mani uno tra i coniugi Elliot oppure Ortega, perché convinta che può diventare più forte solo eliminando ciò che lo rende debole, cioè le persone diverse da lei. Takeshi, non volendo accettare le minacce né tutta la situazione, decide di spararsi alla pila corticale, ma la pistola si rivela scarica e la sorella fa portare via i suoi amici perché è ancora intenzionata a farglieli uccidere. Lizzie intanto, dopo aver ucciso un cliente del bordello, assalta gli uomini di Rei liberando i genitori e Ortega che, rabbiosa, uccide Leung. Subito dopo la famiglia Elliot spegne gli alimentatori del satellite causandone la distruzione in quanto non più capace di stare in orbita. Nel frattempo i due fratelli combattono ferendosi a vicenda. Rei rivela al fratello che Quell è ancora viva, perché lei ha fatto un backup prima di distruggere la nave, nascondendo la sua I.D.U.: ora potrà farla ritornare in vita se il fratello accetterà di stare dalla sua parte. Kovacs tuttavia sceglie di non aiutare la sorella, perché ritiene che sia ormai diventata come le persone contro cui combattevano e, per salvarla da lei stessa, la uccide. Decide poi di rimanere con lei durante la caduta del satellite, mentre la polizia, con il capitano Tanaka, porta via Ortega e la famiglia Elliott.
Nonostante la distruzione del suo corpo, la pila di Kovacs si salva, ma, visto che esiste un clone, il Protettorato, anche se grato delle sue scoperte, può lasciare in vita un solo Takeshi: quello che ha ucciso sua sorella o quello che era sull'isola di Miriam, la cui custodia è intatta. Così come hanno fatto per decidere chi dei due dovesse andare sul satellite per combattere, le due I.D.U. discutono in virtuale e il risultato è che ad essere conservati saranno i ricordi di quanto successo al Testa tra le Nuvole.
Nella casa di Bancroft, Ortega mostra agli invitati, che guardano delle opere in compagnia di Miriam, il telegiornale: usando le registrazioni, filmate da Kovacs, delle confessioni di Rei, si parla dei reati di Laurens. Subito la donna raggiunge il marito nello studio; anche Bancroft è intento a guardare il telegiornale e poco dopo arriva lo Spedi, che gli conferma come si sia in realtà suicidato per dimenticare il suo omicidio nel bordello. Il Mat, incredulo delle sue stesse azioni, decide di costituirsi alla polizia arrivata nella sua casa, dopo aver affidato la sua famiglia al figlio Isaac, come avrebbe dovuto fare anni addietro; ha capito che l'immortalità gli ha tolto qualsiasi limite. Arriva però Lizzie, che accusa Miriam di averla prima colpita quasi a morte e poi, con l'aiuto di Prescott che testimonia contro di lei, l'ha fatta impazzire tramite le torture subite alla clinica Wei. La colpa di Lizzie era di essersi recata nella casa dei Bancroft per confessare al Mat di aspettare un bambino da lui. I due coniugi quindi, dopo che Kovacs rivela che la donna lo ha drogato per ripagare l'aiuto avuto con Lizzie, vengono portati via dalla polizia, sotto gli occhi esterrefatti del figlio.
Chiuso il caso, la famiglia Elliot si riunisce con Ava che, scagionata, ha pagato l'ipoteca sulla sua custodia e quindi riavuto il suo vecchio corpo, mentre Lizzie ha tenuto la sua custodia sintetica. La legge 653, una volta venute a galla le pressioni di Bancroft, è stata approvata, permettendo quindi a tutti i morti, anche se Neo-Cattolici, di accusare i loro assassini. Kovacs intanto, scagionato Ryker, riconsegna la sua custodia e, dentro a un nuovo corpo, parte per cercare la sua amata Quell.
- Guest star: Tamara Taylor (Oumou Prescott), Adam Busch (Mickey), Cliff Chamberlain (Ava Elliot).
- Altri interpreti: Marlene Forte (Alazne Ortega), Hiro Kanagawa (Capitano Tanaka), Hayley Law (Lizzie Elliot), Antonio Marziale (Isaac Bancroft), Chris McNally (Sergei Brevlov), Morgan Gao (Tak da bambino), Riley Lai Nelet (Reileen da bambina), Zahf Paroo (Curtis), Fiona Vroom (Sandy Kim), Francisco Trujillo (Xalbador Ortega), Nikohl Boosheri (Nalan Ertekin), Courtney Richter (Ava Elliot).